# 島村佳江
島村 佳江（しまむら よしえ、1956年6月29日 - ）は、日本の元女優。本名（旧姓）は同じ。
広島県広島市出身。順心女子学園卒業。オフィスC&P、劇団昴に所属していた。

## 来歴・人物
1976年、ATGの映画『金閣寺』でデビュー。続く『西陣心中』主演や『竹山ひとり旅』など、文芸映画での硬質な雰囲気の役柄が続く。
テレビでは横溝正史シリーズ『獄門島』などはこの延長線上にあるが、一方では『熱中時代』の同僚女教師役など、明るく活発な役柄もこなしている。久米宏の『ニュースステーション』にゲストで招かれたことがある。
藤間紫の長男で、元俳優・スーパー歌舞伎プロデューサーの藤間文彦と結婚。現在は女優業を引退している。
長男の藤間貴彦は、ジャニーズJr.の一員として活動したのち、日本舞踊紫派藤間流の名執として研鑽を積み、2021年師範、初代藤間翔（かける）の名を執った。長女の藤間爽子は、女優として舞台やテレビ等で活動している。2021年、兄の改名と同時に三代目藤間紫を襲名し、紫派藤間流の三代家元を継承した。
特技は、ピアノ。

## 出演

### テレビドラマ
- 非情のライセンス（NET→ANB）
  - 第2シリーズ（1975年） -  ちぐさ※島村夏子名義
    - 第44話「兇悪のヌード」
    - 第47話「兇悪の警察手帳」

  - 第3シリーズ 第8話「兇悪の天使・舞い降りた殺人」（1980年） - 風間英子
- この世の花（1977年、YTV）
- 太陽にほえろ!（NTV / 東宝）
  - 第270話「殿下とライオン」（1977年） - 岩沢美樹子
  - 第537話「赤い憎悪」（1982年） - 弥坂恵子
  - 第681話「それでも貴方は女なの!」（1986年） - 栗橋さゆみ
  - 太陽にほえろ!PART2 第9話「見知らぬ侵入者」（1987年） - 藤田悦子
- 横溝正史シリーズ / 獄門島（1977年、MBS） - 鬼頭早苗
- 東芝日曜劇場（TBS）
  - 妻（1977年）
  - ぼくの妹に その7（1980年）
- 土曜ドラマ（NHK）
  - 松本清張シリーズ たずね人（1977年） - 及川律子
  - わが青春のブルース（1981年） - 安子
- 青春の門 第二部「自立篇」（1978年、MBS）
- 連続テレビ小説 / おていちゃん（1978年、NHK）
- 空は七つの恋の色（1978年、YTV）
- ドラマ人間模様 / 愛の二章 炎の女（1978年、NHK）
- 金曜劇場 / 熱中時代（教師編）（1978年 - 1979年、NTV） - 魚津早苗
- 大岡越前 第5部 第5話「襲われた目撃者」（1978年、TBS） - お咲
- 水戸黄門（TBS）
  - 第9部 第14話「鈴に秘めた愛 -高田-」（1978年11月6日） - お加代
  - 第13部 第16話「死を賭けた裏切り -鳥取-」（1983年1月31日） - 岡村ゆき
  - 第15部 第5話「闇を斬る! 怪傑白頭巾 -宇和島-」（1985年2月25日） - 加代
  - 第16部 第21話「友禅救った大芝居 -金沢-」（1986年9月15日） - 春風あやめ
- 銀河テレビ小説（NHK）
  - わかれ道（1978年）
  - 愛の短編ドラマシリーズ 棚の隅（1986年）
- 服部半蔵 影の軍団II 第13話「人妻は影におびえる!」（1981年、CX） - 野江
- 土曜ワイド劇場（ANB）
  - 魔性の仮面 満月殺人事件（1979年）
  - 殺人日記 夫を妹に奪られた! 妻が仕組んだ完全犯罪（1982年）
  - 松本清張の殺人行おくのほそ道（1983年）
  - 愛人バンク殺人事件 夢を売る女たち（1984年）
  - 幻想花 白い肌が男を狙う（1984年）
  - おくのほそ道花の道 華道家元殺人事件 花言葉は死の匂い（1984年）
  - 嫁・姑殺人事件 結婚10年目に知った夫の秘密（1985年）
  - 家政婦は見た! 第4作「華やかなエリート家族の乱れた秘密 名門女子大がゆれる…」（1986年） - 本庄ユキ
  - 単身赴任 淋しい妻たちの殺人 失踪の夫は香港? 博多? 東京?（1987年）
  - 迷探偵記者羽鳥雄太郎と駆け出し女刑事シリーズ 第4作「山陰の秘湯湯村温泉に殺意が走る!」（1987年） - アヤコ
  - 京都神戸殺人事件 誘われて4人旅、この中に真犯人がいる!?（1988年）
  - 変身する女 桂木亜紀子 きもの学院連続殺人事件 「炎上したモーターボートの謎」（1988年）
  - 未亡人志願の女ふたり 不倫・離婚、華麗に仕組まれた殺人プラン（1989年）
  - 消えた女 浴衣の美人姉妹に殺意が… 東京－白川郷－郡上八幡（1989年）
  - 牟田刑事官事件ファイル 第12作「横浜ベイブリッジの女 潮騒が運んだ愛と哀しみの殺意」（1990年） - 田中世津子
  - 夜の街殺人事件 銀座～水上温泉、湯けむりに消えた女 上越新幹線とき460号に乗ったのは?（1992年）
  - 黒い聖母連続殺人 呪われた名門女子高! 犬が暴いた女の園の秘密（1992年）
- 金曜ドラマ / 冬の花火 わたしの太宰治（1979年 - 1980年、TBS）
- 騎馬奉行 第22話「鬼が帰ってきた」（1980年、KTV）
- 旅がらす事件帖 第12話「風が呼ぶ佐渡路の宝」（1980年、KTV） - ふく
- 江戸の朝焼け 第23話「二十五年目の春」（1981年2月19日、CX） - おゆき
- 木曜ゴールデンドラマ（YTV）
  - 闇の中の黄金 謎の国東半島殺人事件（1981年）
  - 妻の失ったもの（1981年）
  - 名馬ヒカリよ、大地をとべ!（1981年）
  - 悪霊の証明（1986年）
- ライオン奥様劇場 / ご縁ですね（1981年、CX）
- 大江戸捜査網（TX）
  - 第554話「女の死闘 くノ一対女隠密」（1982年） - 茜
  - 第584話「おんなの肌は密室の切り札」（1983年） - おむら
  - 第630話「遊女流転! 津軽おんな恋唄」（1984年） - おふじ
- 水曜時代劇（NHK）
  - 立花登 青春手控え 第20話「しぐれみち」（1982年） - しの
  - 御宿かわせみ 第2シリーズ 第23話「子無きは去る（後編）」（1983年）
- 時代劇スペシャル / 佐武と市捕物控 岡っ引無情 許婚誘拐（1982年、CX）
- 暁に斬る! 第11話「男と女の異国船」（1982年、KTV）
- 眠狂四郎無頼控 第3話「魔性の血を宿す妻」（1983年、TX） - とき
- 火曜サスペンス劇場（NTV）
  - 密室航路 偽りのハネムーン! 女の虚栄が殺しを招く（1983年） - 光井麻衣子
  - 暗闇からの愛 私にとって最初で最後の赤ちゃんを殺さないで（1985年）
  - 凍る風景（1986年）
  - 眠れぬ夜の悪魔（1986年）
  - 六月の花嫁シリーズ 第1作「ハネムーン」（1986年）
  - 霊感を売る女たち（1987年）
  - フルムーン旅情ミステリー 第1作「湯布院殺人事件 夫婦探偵登場」（1989年）
  - 手話法廷 ろうあ者を巻き込んだ殺人未遂事件!（1990年）
  - 京都・女性記者シリーズ 第3作「京都物集女殺人街道 夫の無実を訴える人妻をめぐって回る不倫と殺人の輪」（1990年） - 酒田理恵
  - ベビーシッター殺人事件（1990年）
  - 向かいの家（1991年） - 中山治代
  - 私は殺していない 義父に犯された娘の尊属殺人（1992年） - 倉橋香奈子
- 長七郎江戸日記 第1シリーズ（NTV）
  - 第10話「風流手まり唄」（1983年） - お浪
  - 第30話「剣客有情」（1984年） - 園江 / お浪（二役）
  - 第47話「町に咲いた恋唄」（1985年） - おみね
  - 第74話「雨宿り」（1985年） - お時
  - 第94話「古傷」（1986年） - お雪の方
- 大奥 第39話「盗まれた青春」（1984年、KTV / 東映） - 紅
- 暴れん坊将軍II（1984年、ANB / 東映）
  - 第42話「初春はめでたや大江戸囃子」 - 夕霧太夫
  - 第68話「いま、ひと夏のいのち唄!」 - お葉
- 特捜最前線（ANB / 東映）
  - 第368話「野鳥団地の女!」（1984年）
  - 第440話「結婚したい女・ハイミスOLの報復!」（1985年） - アサコ
- 遠山の金さん（1984年、ANB / 東映）
  - 第100話「幻の秘宝 奥能登から来た女!」 - お美和
  - 第124話「謎の黒真珠・白い夜霧のさすらい女!」
- ザ・サスペンス / 陰の告発者（1984年、TBS）
- 月曜スター劇場 / なぜか、ドラキュラ（1984年、NTV）
- 暴れ九庵 第3話「女の指・その愛」（1984年、KTV / 東宝） - お松
- 私鉄沿線97分署 第49話「クロワッサンは罪の味!?」（1985年、ANB / 国際放映） - 関谷なおみ
- 刑事物語'85 第11話「身ごもった死体」（1985年、NTV）
- 金曜女のドラマスペシャル（CX）
  - カード殺人風景（1985年）
  - 完全犯罪の女（1986年）
  - 霧の晴れた午後に死す たそがれ夫人殺人事件（1987年）
  - 刑事の妻の告白（1987年）
- 誇りの報酬 第26話「爆走! カージャック大追跡」（1986年、NTV / 東宝） - 葉山建設社長夫人
- 水曜ドラマスペシャル / 年上のおんな（1986年、TBS）
- 松本清張サスペンス・隠花の飾り / 遺墨（1986年、KTV）
- 現代怪奇サスペンス / 蜘蛛（1986年、KTV）
- 山村美紗サスペンス（KTV）
  - 死者の手のひら（1986年）
  - 水仙の花言葉は死 京都花ごよみ殺人 洛中洛外花ごよみ（1990年）
- 森村誠一サスペンス / 異型の深夜・イヴの誘い（1987年、KTV）
- 大都会25時 第5話「夜の街潜入! 女刑事の危険な賭け」（1987年、ANB / 東映）
- 痛快!婦警候補生やるっきゃないモン! 第17話「湖畔のアブナい夏休み」、18話「鬼教官にもアバンチュール」（1987年、ANB / 東宝）
- ナショナル木曜劇場 / 女も男もなぜ懲りない（1987年、CX）- 田村麻子
- ザ・ドラマチックナイト→男と女のミステリー（CX）
  - 目には目を（1988年）
  - 殺意を秘めた女（1989年）
  - 背信の仮面（1990年）
- 秋のドラマスペシャル / 南十字星に賭けた女（1988年、NTV）
- 華の別れ（1989年、THK）
- はぐれ刑事純情派（ANB / 東映）
  - 第2シリーズ 第10話「古都金沢・時効四日前の女」（1989年）
  - 第4シリーズ（1991年） ‐ 中井佳代
  - 第8シリーズ 第20話「業務上横領! 人妻を愛した刑事」（1995年） - 有田容子
- 現代神秘サスペンス / 三階の魔女（1989年、KTV）
- 妻そして女シリーズ / 月光の女（1989年、MBS）
- さすらい刑事旅情編（ANB）
  - さすらい刑事旅情編II 第7話「上野発・寝台特急ゆうづるの女」（1989年）
  - さすらい刑事旅情編III 第1話「裏切りの寝台特急北斗星 歪んだ愛情」（1990年）
- 火曜スーパーワイド / 辻真先の婚約旅行殺人事件シリーズ 第7作「沖縄ハネムーン連続殺人事件 豪華フェリーに乗った男女7人の危険な関係!!」（1990年、ANB） - 川村香子
- 月曜・女のサスペンス / 文学賞殺人事件（1990年、TX）
- 時代劇スペシャル（1990年、CX）
  - 女ねずみ小僧 スペシャル版 いけないことだぞ、大江戸マラソンばくち地獄
  - 女ねずみ小僧 スペシャル2 ごめんじゃ…
- 月影兵庫あばれ旅 第2シリーズ 第1話「江戸で悪を斬る! 」（1990年、TX / 松竹） - お加津
- 妻たちの劇場 / 愛・炎のごとく（1990年、CX）
- 火曜ミステリー劇場 / 雪の能登半島 幽霊海岸殺人事件 喪服の花嫁の完全犯罪! 金沢-輪島-和倉温泉、殺意と復讐の旅!（1991年、ANB）
- 華の誓い（1991年、THK）
- 大河ドラマ / 信長 KING OF ZIPANGU（1992年、NHK） - 築山殿
- 静かなるドン 第16話「美女と野獣! 恋の落とし穴」（1995年、NTV）

### 映画
- 金閣寺（1976年、ATG） - 有為子
- 西陣心中（1977年、ATG） - 野沢ゆみ
- 竹山ひとり旅（1977年、近代映画協会） - ユミ江（高橋竹山の妻）
- 十八歳、海へ（1979年、にっかつ） - 有島悠
- 人形嫌い（1982年、宝映企画） - 中沢弥生

### その他のテレビ番組
- ニュースステーション（ANB）
- おしゃれ（NTV）
- 一枚の写真（1986年、CX）

### 舞台
- 十二夜
- どん底
- ロミオとジュリエット
- ワーニャ伯父さん

### アニメ映画
- はだしのゲン（1983年） - 中岡君江
  - はだしのゲン2（1986年） - 中岡君江
- 黒い雨にうたれて（1984年） - 滝村友子
- 銀河鉄道の夜（1985年） - ジョバンニの母

### 吹き替え
- メリー・ポピンズ（ジュリー・アンドリュース） ※フジテレビ版
- 政治犯・金賢姫/真由美（キム・ソラ（金賢姫））